# Novorosíisk (1982)
El portaaviones Novorosíisk (en ruso: Новороссийск) fue, según la nomenclatura soviética, un crucero pesado con capacidad para embarcar aeronaves que sirvió en la Armada Soviética de 1978 a 1991 y en la Armada de Rusia de 1991 a 1993.
Fue el tercer buque de la clase Kiev de portaaviones (Proyecto 1143). Su diseño varió de las dos primeras unidades, Kiev y Minsk, estando más orientado a acciones ofensivas como crucero de misiles guiados y guerra antisubmarina.

## Historial
El Novorosíisk fue puesto en grada en el entonces Astillero del Mar Negro de Nicolaiev, RSS de Ucrania, el 30 de septiembre de 1975. Fue botado el 24 de diciembre de 1978 y puesto en servicio oficial el 12 de septiembre de 1982, con destino a la Flota del Pacífico.
En marzo de 1985, el Novorosíisk y un grupo de batalla de escolta partieron hacia el Mar del Japón, navegando hasta el sur de Okinawa y luego siguiendo la ruta oriental a través del Pacífico. Después de unos ocho días, la fuerza naval viró hacia el noroeste y se dirigió a las Islas Kuriles, simulando un ataque contra la Unión Soviética. Mientras el grupo del Novorosíisk realizaba la aproximación al archipiélago desde 700 millas náuticas, varios Tupolev Tu-95 realizaban acciones de reconocimiento marcando objetivos para una veintena de Tupolev Tu-22M.
En 1988 visitó durante cinco días el puerto de Wonsan (Corea del Norte), donde fue recibido por decenas de miles de norcoreanos.
Fue dado de baja en junio de 1993 como parte de las bajas de unidades navales en la nueva Armada de Rusia por los altos costes de mantenimiento imposibles de abordar por la economía rusa.
En 1995, lo que quedaba del Novorosíisk, poco más de una urca o pontón, tenía serios daños tras un incendio en la sala de máquinas dos años antes. Se decidió su venta para desguace, llevada a cabo en 1996 en Pohang, Corea del Sur.